# 奈·羅薩羅
奈·羅薩羅（英語：Ney Rosauro，1952年10月24日—），作曲家，敲擊樂演奏家及教育家，出生於巴西里約熱內盧。
奈·羅薩羅在巴西巴西利亞的巴西利亞大學學習作曲與指揮，並獲得了學士學位。然後，他與齊格弗里德·芬克教授一起完成了維爾茨堡音樂學院（德國）的碩士學位。他在佛羅里達州科勒爾蓋布爾斯的邁阿密大學獲得音樂博士學位，並於2000年至2010年擔任敲擊樂研究總監。
從1977年到1987年，奈·羅薩羅在巴西利亞音樂學院教授敲擊樂，並在巴西利亞國家劇院演奏定音鼓和敲擊樂。從1987年到2000年，他在巴西聖瑪麗亞聯邦聖瑪麗亞聯邦大學敲擊樂學系擔任指揮。
奈·羅薩羅創作了100多首樂曲，包括馬林巴琴，顫音琴和綜合敲擊樂的獨奏樂曲、敲擊樂合奏的音樂、以及一些用於敲擊樂獨奏和管弦樂隊的協奏曲。奈·羅薩羅的作品中均擁有一個共同主題：使用傳統的巴西旋律及節奏，故奈·羅薩羅大部分的作品都具有巴西特式的音樂。奈·羅薩羅錄製了11張唱片，並在超過45個國家及地區舉辦了音樂會及大師班。最近，奈·羅薩羅受到英國皇家音樂學院聯合委員會委託創作敲擊樂作品，他的作品被納入為2020年敲擊樂考試大綱。
奈·羅薩羅是日本山葉株式會社的藝術家。

## 著名作品

### 獨奏曲
- 馬林巴琴的三首前奏曲
- 馬林巴琴組曲
- 兩次反思：1）巴西風景，2）對新世界的反思 （顫音琴獨奏）
- 午夜聊天（綜合敲擊樂）

### 合奏曲
- 狂想曲（顫音琴獨奏和敲擊樂團）
- 母親土，父親天空（敲擊樂八重奏）
- 日本序曲（敲擊樂八重奏）

### 協奏曲
- 第一首馬林巴琴協奏曲 （页面存档备份，存于）（首演：依芙琳·葛蘭妮及倫敦交響樂團）
- 第二首馬林巴琴協奏曲（页面存档备份，存于）
- 第一首顫音琴協奏曲
- 第二首顫音琴協奏曲
- 定音鼓協奏曲 （页面存档备份，存于）
- 馬林巴琴&定音鼓協奏曲 （页面存档备份，存于）

## 唱片
直至現時為止，奈·羅薩羅一共錄製了11張唱片，包括：
- 景觀
- 反思與夢想
- 巴西音樂（敲擊樂合奏）
- 狂想曲

## 外部連結
- 奈·羅薩羅的官方網站（页面存档备份，存于）